# دین کوروش بزرگ
در بابل و جاهای دیگر مدارک فراوانی در ارتباط با تسامح و رواداریِ کوروشِ دوّمِ هخامنشی در امورِ دینی به دست آمده و هیچ نشانه‌ای از تعصب وی به دین ملی‌اش دیده نشده‌است. دربارهٔ اینکه کوروش چه دینی داشت، اختلاف نظر وجود دارد و احتمالاً کوروش خود می‌بایست پرستندهٔ اهورامزدا بوده‌باشد، اگرچه تقریباً هیچ چیزی دربارهٔ باورهایش نمی‌دانیم. مطابق با گزارش کسنوفون، کوروش در بارگاهش پیرامون مسائل دینی از رهنمودهای مغان پیروی می‌نمود. اگرچه بسیاری از پژوهشگران، کوروش را زرتشتی نمی‌دانند، مری بویس قویاً استدلال می‌کند که کوروش خود یک زرتشتی بود که چنان پا جای پای نیاکان خود می‌گذارد، نیاکانی که از سدهٔ هفتم پیش از میلاد هنوز پادشاهان کوچکی در انشان بودند. او خاطرنشان می‌سازد که آتشکده‌ها و نیایشگاه‌های پاسارگاد حاکی از عمل به آیین‌های زرتشتی‌است و متن‌های یونانی نیز به عنوان شاهد آورده‌اند که مغان زرتشتی جایگاه‌های ارزنده‌ای در دربار کوروش داشته‌اند.
لوییس گری عقیده دارد که کوروش دقیقاً پیرو آئین ایرانیان باستان قبل از گاتاهای زرتشت و بازماندهٔ آن در اوستای جدید بود و خدایانی که مورد تکریم کوروش بودند، با اهورامزدا، میترا، آذر و آناهیتا، قابل تطبیق هستند. وی معتقد است دین کوروش به آئین ارائه‌شده در اوستای جدید نزدیک بوده و دلیلی برای زرتشتی دانستن او وجود ندارد.
پژوهشگرانی همچون جورج کامرون و والتر هینتس نیز عقیده دارند که، زمان زندگی زرتشت مابین سال‌های ۶۶۰ تا ۵۸۲ پیش از میلاد بوده و کوروش در این مدت، حتی با زرتشت دیدار هم داشته و پیرو دین زرتشتی بوده‌است و دلیل این استدلال را آتشدان‌های ساخته‌شده در فضای آزاد و برج نگهداری آتش در پاسارگاد می‌دانند. ماکس مالوان می‌گوید که تاکنون هیچ مدرکی به دست نیامده که بر پایهٔ آن بتوان گفت، کوروش زرتشتی بوده‌است ولی رفتار او با آموزه‌های زرتشت و اصول دین او نقاط مشترک بسیاری دارد و شاید از دین زرتشتی تأثیر پذیرفته باشد.
برخی پژوهش‌های مبتنی بر اسطوره‌شناسی و زبان‌شناسی، احتمال آن را می‌دهند که کوروش، مهرپرست بوده است.
از سوی دیگر، طبق گزارش های عبرانی (و تواریخ کهن عربی و عجمی) می دانیم که رابطه خوب و وثیقی بین کوروش و دانیال (از پیامبران بنی اسرائیل) وجود داشته است و حتی طبق منابع عهدینی و اسلامی، کوروش را "مومن" و "مسح شده خدا" و احیاناً ذوالقرنین دانسته اند.
اگر بخواهیم بین تمامی موارد بالا جمع کنیم، بایستی توجه کرد که وحدت دعوت باستانی ادیان (چه از منظر الهیات مسیحی، چه از منظر الهیات اسلامی و چه از منظر مطالعات مدرن ادیان (مانند پژوهش های الیاده)) مفهومی کاملاً تعریف شده و وجود تاریخی آن توسط اکثریت محققین پذیرفته شده است. لذا می توان کوروش کبیر هخامنشی را یکی از پیشگامانِ مفهومِ الهیاتیِ وحدت دعوت باستانی ادیان دانست. به نظر می رسد که کوروش تعمد داشت که بین ادراکها از اهورامزدا (در ایران)، مردوک (در بابل)، تنگری (در شمال شرق آسیا) و یهوه (در بین اقوام سامی و عبرانی)، جمع کند  و این با رویکرد مفهوم وحدت دعوت ادیان توحیدی قابل توضیح است.